# Acer durettii
Acer durettii é uma espécie de árvore do gênero Acer, pertencente à família Aceraceae.